# Sarlós Boldogasszony-plébániatemplom (Budapest–Újlak)
A Sarlós Boldogasszony-plébániatemplom Budapest II. kerülete Újlak városrészének római katolikus műemlék temploma.

## Története
Főbejárata felett latin nyelvű felirat (CREATORI 1705 CREATURA) hirdeti a plébánia alapításának évszámát. A mai épületet a 18. század derekán, az akkoriban főleg német nyelvű, kevésbé módos újlaki (Neustift) polgárok 1746–1766 között Hamon Kristóf és Nöpauer Máté építőmesterekkel emeltették. A főoltárt Hickisch Kristóf tervezte, és 1799-ben avatták fel. A főhomlokzat közepére tervezett harangtornyát statikai hibája miatt 1765-ben le kellett bontani, helyette a déli oldalhoz csatlakozó torony épült. Sisakját két ízben is renoválni kellett elemi csapások (1875-ben felhőszakadás) miatt. Mai formáját Ybl Miklós adta meg, 1877-ben. Ekkor nyerte el mai, eklektikus külső képét. 1957–1960-ban, majd 1997-ben ismét felújították.

## A templombelső
Az orgonakarzatot tartó hármas ívsor alól nyílik a három boltozatrésszel fedett, egyhajós belső tér. Arányai és tagolásának kialakítása miatt nagyobbnak tűnik tényleges kiterjedésénél; mindkét oldalon íves kialakítású mellékterek növelik a térhatást, a boltozati hevederek vízszintes erőhatásainak felvételére szolgáló, a térbe „behúzott” falrészekkel.
A freskókat az 1920-as években festették.

## A berendezés
A főoltáron lévő festmény Szűz Mária és Szent Erzsébet találkozását (Sarlós Boldogasszony) az ún. Vizitáció Falconer József Ferenc, a szobrok Held Frigyes művei (1799). A forgó rendszerű szentségtartó a korábbi, 1761-es oltárról származik. A szószék (1747–48), a budai klarisszák ajándéka, 1774-ben; a diadalív másik oldalán álló Szent Anna-oltár – a Mátyás-templomból – 1779-ben került ide. A fából faragott Pietà-szobor (1818) Dunaiszky Lőrinc alkotása. A mellékoltárok az újlaki polgárok adományaiból létesültek, kedves szentjeiket (például Szent Sebestyén többször is szerepel. A bal oldalon az első a Szent kereszt-oltár, 1766-os alapítású. Ezen az oldalon a középsőt Szent Józsefnek (1762–63), a bejárat felőlit Szent Flóriánnak állították (1778). A másik oldalon folytatva: Páduai Szent Antal (1777–78), majd a Szűz Mária-oltár (1760) következik. Fölötte függ a korábbi templom kegyképe 1706-ból, amely a Segítő Szűz Máriát ábrázolja (későbbi másolata ma a főoltárt díszíti). A főoltárhoz legközelebb a Jézus Szíve-oltár áll, korábbi Nepomuki Szent János-oltár helyére került, 1782-ben. Szobra 1902-ból való. A 14 stációképet Fáy Albert festette, 1781-ben. Az 1905-ös gyártású Rieger-orgona jelenleg nem üzemel, javításra szorul).
A 20. században hittantermekkel bővítették az eredetileg 18. századi plébániaépületet.